# Suinamorpha
Suinamorpha – klad ssaków parzystokopytnych obejmujący świniokształtne wraz z taksonami bliższymi im, niż innym współczesnym ssakom.
Taksonu Suinamorpha nie wyróżnia Polskie Nazewnictwo Ssaków Świata. Dzieli ono rząd parzystokopytnych na podrzędy. Pierwszy z nich to właśnie świniokształtne, do których zaliczają się świniowate, pekariowate i hipopotamowate. Następny podrząd wielbłądokształtnych tworzy rodzina wielbłądowatych. Trzeci podrząd to właśnie przeżuwacze (kanczylowate, piżmowcowate, jeleniowate, widłorogowate, żyrafowate, wołowate). Ta tradycyjna systematyka nie uwzględnia odkryć z końca XX wieku, zapoczątkowanych poszukiwaniami lądowych przodków waleni. Hipotezy lokujące je wśród ssaków przypominających niedźwiedzie bądź Mesonychia zostały obalone. Badania genetyczne z 1994, wykonane przez Graura i Higginsa oraz przez Irwina i Árnasona dowiodły bliskiego pokrewieństwa waleni i przeżuwaczy oraz bliskiego pokrewieństwa waleni i hipopotamowatych, co potwierdziły badania przeprowadzane w kolejnych latach, m.in. przez zespoły Gatesy’ego i Arnasona. W efekcie hipopotamowate połączono z waleniami w kladzie Whippomorpha, ten zaś wraz z przeżuwaczami w Cetruminantia. Wedle pracy Waddella i współpracowników, która zaproponowała te nazwy, Cetruminantia dalej razem ze świniowatymi tworzyła grupę Artiofabula. Powyższy pogląd można by przedstawić na następującym kladogramie:
|              | Ruminantia                                                 |
|              |                                                            |
| Whippomorpha | \| \| Cetacea \| \| \| \| \| \| Hippopotamidae \| \| \| \| |
|              | \| \| Cetacea \| \| \| \| \| \| Hippopotamidae \| \| \| \| |
|              | Cetacea                                                    |
|              |                                                            |
|              | Hippopotamidae                                             |
|              |                                                            |

|  | Cetacea        |
|  |                |
|  | Hippopotamidae |
|  |                |

|              | Ruminantia                                                 |
|              |                                                            |
| Whippomorpha | \| \| Cetacea \| \| \| \| \| \| Hippopotamidae \| \| \| \| |
|              | \| \| Cetacea \| \| \| \| \| \| Hippopotamidae \| \| \| \| |
|              | Cetacea                                                    |
|              |                                                            |
|              | Hippopotamidae                                             |
|              |                                                            |

|  | Cetacea        |
|  |                |
|  | Hippopotamidae |
|  |                |

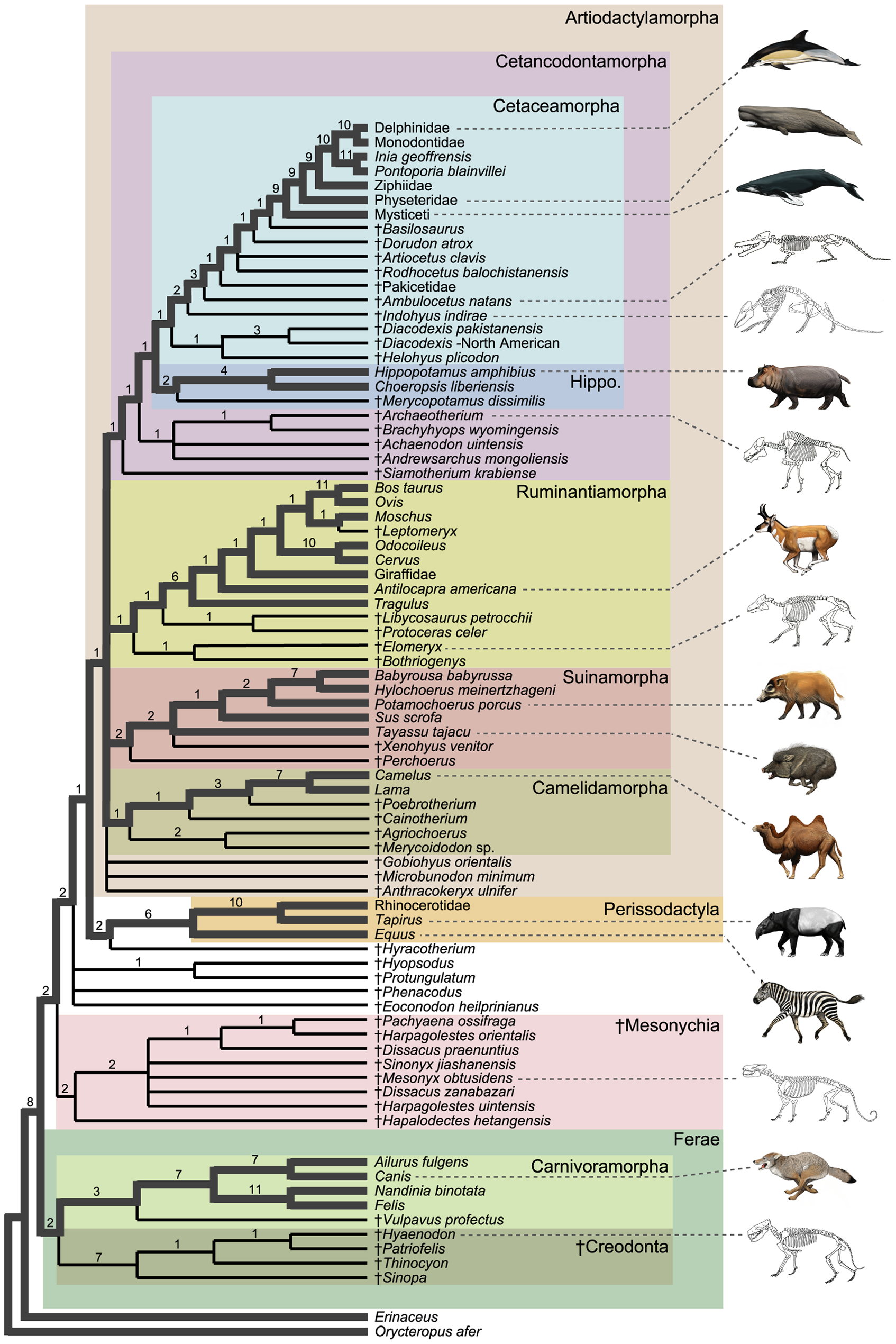
Kladogram (na podstawie Spaulding, O’Leary, Gatesy, 2009)

Systematykę w dalszym ciągu rozwijali inni uczeni. W 2009 Michelle Spaulding, Maureen A. O'Leary, John Gatesy opublikowali pracę, w której podjęli próbę uporządkowania parzystokopytnych wraz z zaliczanymi doń waleniami. Przeprowadzone badania doprowadziły ich jednak do wniosków innych, niż wyżej cytowane. W szczególności nie stwierdzili, by krewni świń i Cetruminantia tworzyły grupy siostrzane, względem których wielbłądokształtne miałyby być grupą zewnętrzną. Zamiast tego wyróżnili w parzystokopytnych 4 duże klady pozostające w politomii. Jednym z nich są właśnie Suinamorpha, definiowane jako klad typu stem, zawierający w sobie odpowiadający mu klad typu node: świniokształtne (Suina). Te ostatnie zdefiniowali jako dzik euroazjatycki + pekariowiec obrożny, Suinamorpha natomiast (czerpiące swą nazwę od Suina, podobne rozwiązanie zastosowali Spaulding i współpracownicy jeszcze w kilku przypadkach związanych ze sobą kladów typów node i stem) jako świniokształtne wraz z tymi taksonami, które są bliżej spokrewnione ze współczesnymi świniokształtnymi, niż z jakimkolwiek innym współczesnym taksonem.
W obrębie Suinamorpha najbardziej bazalnym taksonem jest Perchoerus, następnie siostrzany w stosunku do niego klad dzieli się na 3 taksony: jednym z nich jest wspomniany już pekariowiec, drugim wymarły Xenohyus, ostatnim rodzina świniowatych.